# Oblate missionarie di Maria Immacolata
Le Oblate missionarie di Maria Immacolata (in francese Oblates missionnaires de Marie Immaculée) sono un istituto secolare femminile di diritto pontificio.

## Storia
L'istituto fu fondato il 2 luglio 1952 a Grand-Sault dal sacerdote Louis-Marie Parent, degli Oblati di Maria Immacolata, e fu eretto in istituto secolare di diritto diocesano dal vescovo di Trois-Rivières il 2 febbraio 1962.
In origine esistevano due categorie di membri: le interne, che vivevano in comunità ed erano al servizio dell'istituto, e le esterne, che rimanevano nel loro ambiente di origine. Riguardo al lavoro, il fondatore si proponeva di non rifiutare mai l'aiuto ai vescovi, soprattutto in terre di missione: le oblate prestavano servizio come insegnanti, infermiere, segretarie e domestiche presso i sacerdoti. A partire dal 1962 le oblate abbandonarono le opere dall'istituto e ognuna venne invitata a stabilirsi dove preferiva e a scegliersi un lavoro secondo le sue attitudini.
L'espansione internazionale dell'istituto iniziò nel 1954, quando le prime oblate si stabilirono in Cile.
L'approvazione pontificia giunse il 24 marzo 1984.

## Diffusione
La sede principale è in boulevard Parent a Trois-Rivières.
Nel 1973 l'istituto contava 695 membri.